# Nội Khâu
Nội Khâu (chữ Hán giản thể: 内丘县, âm Hán Việt: Nội Khâu huyện) là một huyện thuộc địa cấp thị Hình Đài, tỉnh Hà Bắc, Cộng hòa Nhân dân Trung Hoa. Huyện này có diện tích 755 ki-lô-mét vuông, dân số 250.000 người. Mã số bưu chính Nội Khâu là 054200. Chính quyền quận Nội Khâu đóng ở trấn Nội Khâu. Quận này được chia thành 7 nhai đạo và 2 trấn và hương.
- Trấn: Nội Khâu, Đại Mạnh Thôn, Kim Điếm.
- Hương: Ngũ Quách, Quan Trang, Liễu Lâm, Nam Trại, Chương Ma, Hầu Gia Trang.